# Borut Cerkovnik
Borut Cerkovnik, slovenski filozof, * 9. december 1966, Novo mesto.
Deluje kot docent za analitično filozofijo. Njegovo pedagoško in znanstvenoraziskovalno delo vključuje področja analitične filozofije, logike ter Wittgensteinove filozofije.

## Življenjepis
Osnovno šolo je končal v Žužemberku, gimnazijo v Novem mestu, leta 1986 pa se je vpisal na samostojni študij filozofije na Oddelku za filozofijo na Filozofski fakulteti Univerze v Ljubljani. Diplomiral je leta 1993 z diplomo Razvitje ontološke problematike Wittgensteinovega Logično filozofskega traktata. Leto pozneje je zasedel mesto asistenta stažista na Oddelku za filozofijo Filozofske fakultete Univerze v Ljubljani, nato pa 1997 magistriral iz naloge Odnos ontologije in logike v obdobju Wittgensteinovega preloma s 
Traktatom. Po dveh letih, leta 1999, pa je opravil doktorat z naslovom Pojem pomena pri Wittgensteinu.
Filozof je leta 2015 sodeloval na radiju študent v filozofskem maratonu Ropotanje in filozofiranje v prostoru. Borut Cerkovnik je bil na društvu za razvoj humanistike, Zofijini ljubimci, dan pod rubriko cenzurirano, kjer izpostavijo pomembna besedila oz. dogodke, ki niso pridobili dovolj pozornosti, saj je v Pogovor o knjigi Danila Šustra in filozofski simpozij Argumentacija in logika predstavil Ad Hominema, torej tehniko preusmerjanja pozornosti z napadom karakterja in osebnosti argumentatorja ter način zmage argumenta z izogibanjem, ki pa je nedvomno prisoten v politiki. Cerkovnik je Tu Quoque (ta način) predstavil v slovenski politiki.

## Dela
Vsa navedena dela so dostopna v slovenskem jeziku:
- Proti meji smisla: razprave k Logično filozofskemu traktatu (Borut Cerkovnik; Andrej Ule; Marko Uršič) Založba: Znanstvena založba Filozofske fakultete UL, 2013
- Pojem pomena pri Wittgensteinu: doktorska disertacija (Borut Cerkovnik; Andrej Ule) Založba: Ljubljana, 1999.
- Odnos ontologije in logike v obdobju Wittgensteinovega preloma s Traktatom: magistrska naloga (Borut Cerkovnik; Andrej Ule) Založba: Ljubljana, 1997.
- Študijsko gradivo za predmet Logika: 1. letnik, enopredmetno: bolonjski program (Borut Cerkovnik) Založba: Ljubljana, 2013.

Leta 2017 je bila z njegovim sodelovanjem opravljena diplomska naloga Andreja Žagarja, Pojem filozofije pri poznem Ludwigu Wittgensteinu, ter doktorska disertacija Urha Veleta, Problem sledenja pravilom pri Wittgensteinu.
Krajša analiza filozofovega novejšega dela: Proti meji smisla: razprave k Logično filozofskemu traktatu
"Najpomembnejša spoznanja te monografije so zajeta v avtorjevi podrobni logični analizi logične analize jezika samega in to ob soočenju Fregejevih, Russlovih, Carnapovih in seveda predvsem Wittgensteinovih konceptov analize. Avtor dobro kontrastira te koncepte, pri čemer je podal enega najboljših prikazov Fregejeve logične semantike v Sloveniji. Podobno precizen je njegov prikaz Russlove analize stavkov z deskripcijami in njene razlike z Wittgensteinovo analizo stavkov v Traktatu. Delo je pisano zelo koncizno in zgoščeno ter terja pozornega in zainteresiranega bralca." (citirano besedilo: Andrej Ule internet. 2018 dostopno na: https://knjigarna.ff.uni-lj.si/si/izdelek/1459/proti-meji-smisla-razprave-k-logicno-filozofskemu-traktatu/)